# Sibilla de Luxemburgo
Sibilla do Luxemburgo (nascida Sibilla Weiller Sandra y Torlonia; 12 de junho de 1968) é membro da família grão-ducal luxemburguesa.
A princesa Sibilla foi educada em Genebra, onde sua família reside e se formou na Institut Florimont, recebendo seu bacharelado com honras em economia. A princesa continuou seus estudos na École du Louvre, em Paris, onde obteve seu diploma em História da Arte em 1991, e depois prosseguido estudos especializados na arte contemporânea em Londres.

Sibilla trabalhou no departamento de restauração do Muse des Monuments Français em Versalhes. Em Londres, trabalhou em várias galerias de arte como diretora de relações públicas e internacionais, antes de conseguir seu próprio em 1993. Desde seu casamento, é membro do conselho de muitas instituições culturais privadas e associações ligadas às atividades sociais e culturais no país, como "O Comité de Aquisição para o Museum de Arte Moderna Grão-Duque Jean", "Fundação Weicker" "A AVR" (Association das Vítimas de Estrada) e Presidente Internacional da "Heritage Venetian" até 2013, bem como o Conselho Consultivo da Colecção de Peggy Guggenheim. Em 2006, a princesa co-fundou uma associação para o bem-estar da educação das crianças "La Femme Contemporaire ASBL" (Luxemburgo).

## Família
Seu pai era Paul-Annik Weiller (1933-1998), o primeiro filho do aviador Paul-Louis Weiller da família Javal e de Aliki Diplarakos, Miss Europa de 1930.
Sua mãe é uma nobre italiana, Donna Olimpia Torlonia di Civitella-Cesi (1943), filha de Dom Alessandro Torlonia, 5.º Príncipe di Civitella-Cesi e da Infanta Beatriz de Espanha. Sua avó materna, a Infanta Beatriz, era filha do rei Afonso XIII da Espanha e de Vitória Eugênia de Battenberg, uma das inúmeras netas da rainha Vitória do Reino Unido.

## Casamento
Sibilla Weiller casou com seu primo distante o príncipe Guilherme de Luxemburgo, filho do grão-duque João de Luxemburgo e da princesa Josefina Carlota da Bélgica, civilmente em 8 de setembro de 1994 e religiosamente em 24 de setembro de 1994, em Versailles, recebendo o título de "Princesa do Luxemburgo". A noiva usava um Valentino vestido de casamento. 
- Paulo Luís de Nassau (Paul Louis Jean Marie Guillaume of Nassau), nascido em Luxemburgo, no dia 24 de março de 1998;
- Leopoldo de Nassau (Léopold Guillaume Marie Joseph of Nassau), nascido em Luxemburgo, no dia 2 de maio de 2000;
- Carlota de Nassau (Charlotte Wilhelmine Maria da Gloria of Nassau), nascida em Luxemburgo, no dia 2 de maio de 2000;
- João André de Nassau (Jean André Guillaume Marie Gabriel Marc d'Aviano of Nassau), nascido em Luxemburgo, no dia 15 de junho de 2004.

Seus três filhos estão na linha de sucessão ao trono luxemburguês. 